# Alexandra de Grèce (1968)
Pour les articles homonymes, voir Alexandra de Grèce.
Alexandra de Grèce (en grec moderne : Αλεξάνδρα της Ελλάδας / Alexándra tis Elládas), princesse de Grèce, est née le 15 octobre 1968 à Athènes (Grèce). Fille aînée du prince Michel de Grèce et de son épouse Marína Karélla, c'est une personnalité du gotha proche de la famille royale hellène.

## Famille
Alexandra de Grèce est la fille aînée de Michel de Grèce (1939-2024), prince de Grèce et de Danemark, et de son épouse, l'artiste grecque Marína Karélla (1940). Par son père, elle est donc la petite-fille du prince Christophe de Grèce (1889-1940) et de sa seconde épouse, la princesse Françoise d'Orléans (1902-1953), tandis que, par sa mère, elle est la petite-fille de l'industriel Theodóros Karélla et de son épouse Élli Khalikiopoúlou.
Alexandra a une sœur cadette, Olga de Grèce (1971), qui est l'épouse du prince Aymon de Savoie-Aoste (1967), prétendant au trône d'Italie depuis 2021 pour la maison de Savoie-Aoste sous le nom d'Aymon II.
Le 27 juin 1998, Alexandra de Grèce épouse, à Venise, en Italie, l'homme d'affaires d'origine russe Nicolas Mirzayantz (1963).
Du mariage d'Alexandra et de Nicolas naissent deux enfants :
- Tigran Mirzayantz, né à New York le 16 août 2000 ;
- Darius Mirzayantz, né à New York le 15 mars 2002[N 2].

## Biographie
Née à Athènes pendant la dictature des colonels, Alexandra grandit en Grèce, sur l'île de Patmos. En effet, son père ayant renoncé à ses droits au trône pour pouvoir épouser la roturière Marína Karélla en 1965, l'interdiction du territoire grec ne s'applique pas à lui et sa famille, contrairement au reste de la famille royale. Le couple quitte finalement la Grèce en 1972, un an après la naissance de sa deuxième fille, Olga. La famille vit alors durant quelques années à Paris, avant de s'installer à New York. Alexandra y suit des études de pédagogie au Bank Street College of Education et complète sa formation par un Bachelor of Arts à l'université Brown.
En 1998, Alexandra de Grèce épouse Nicolas Mirzayantz, vice-président du développement commercial international de Flavors & Fragrances. La cérémonie religieuse, célébrée sur l'île de Torcello, à Venise, donne lieu à d'importantes festivités auxquelles assistent nombre de personnalités du gotha. Après son mariage, le couple retourne vivre à New York, à l'inverse de Michel et Marína qui ont fait le choix de se réinstaller dans leur pays. À New York, la princesse échappe de peu aux attentats du 11 septembre 2001.
Artiste plasticienne, comme sa mère,, Alexandra se consacre essentiellement à l'éducation de ses enfants. Engagée dans le monde associatif, elle est un membre fondateur de l'association Room to Grow, dont le but est de venir en aide aux enfants déshérités au cours des trois premières années de leur développement. La princesse soutient en outre le Natural Resources Defense Council ainsi que les organisations grecques Sos Eliza (pour les enfants maltraités) et Patmos Habitats (qui protège la zone marine).
Alexandra et son époux participent régulièrement aux événements de la vie mondaine new-yorkaise,. La princesse est également présente aux grandes cérémonies royales, comme le mariage du diadoque Paul de Grèce et de Marie-Chantal Miller (1995) ou les funérailles du roi Constantin II de Grèce (2023).

## Titulature
Michel de Grèce ayant renoncé à ses droits à la couronne de Grèce avant son mariage, Alexandra et sa sœur ne reçoivent aucun titre à leur naissance. Cependant, en grandissant, les deux jeunes femmes font publiquement usage du titre de princesse de Grèce, sans que le roi Constantin II ou d'autres membres de la dynastie semblent s'en offusquer.

## Couvertures de magazine
- « Chez Michel et Marina de Grèce : à Athènes le prince et la princesse en famille », Point de vue, no 1272,‎ 8 décembre 1972.
- « Olga et Alexandra : les princesses de Grèce posent pour la première fois », Point de vue, no 2225,‎ 21 mars 1991.
- « Alexandra de Grèce et Nicolas Mirzayantz : mariage à Venise », Point de vue, no 2606,‎ 1er juillet 1998.